# Mercaderes (kommun)
Mercaderes är en kommun i Colombia.   Den ligger i departementet Cauca, i den sydvästra delen av landet, 500 km sydväst om huvudstaden Bogotá. Antalet invånare är 17 702.